# Čang Cheng
Čang Cheng (čínsky pchin-jinem Zhāng Héng, znaky zjednodušené 张衡, tradiční 張衡; 78 v Nan-jangu – 139 v Luo-jangu) byl čínský astronom, matematik, vynálezce, geograf, kartograf, básník, politik a učenec. Zabýval se výzkumem zemětřesení, je mu připisováno zkonstruování prvního seismometru. Prováděl astronomická pozorování, která popsal v několika knihách. Je autorem  hvězdného katalogu a armilární sféry. Mezi jeho vynálezy patří zdokonalení  kompasu,  vodních hodin nebo přístroj pro měření ujeté vzdálenosti. 

## Život
Narodil se v Nan-jangu (dnes v provincii Che-nan) a žil v éře dynastie Východní Chan. Pocházel z významné, ale ne  bohaté rodiny. V deseti letech přišel o otce a žil jen s matkou a babičkou, které se snažily poskytnout mu  dobré vzdělání. Vzdělával se v tehdejších významných městech Luo-jang a Čchang-an. Už ve dvaceti letech získal pověst sečtělého literáta a proslul svými poetickými esejemi ve stylu fu. Ve věku 23 let se vrátil do rodného města a  začal pracovat na  pozici nízkého úředníka ve státní správě v Nan-jangu. Vedle svých úředních povinností se věnoval studiu se zaměřením na astronomii a přírodní vědy. Ve věku 30 let začal publikovat práce o astronomii a matematice. 
V roce 112 byl povolán do hlavního města.  Posléze stoupal v hodnostech a za vlády císaře An-Tiho byl jmenován hlavním dvorním astronomem. Kromě provádění astronomických pozorování, studia nebeských těles a úkazů,  sestavování kalendáře měl na starosti  provádění testů gramotnosti a znalosti čínského písma u všech uchazečů o práci v císařském sekretariátu. Hned na počátku své funkce začal pracovat na modelu armilární sféry, na kterém byl znázorněn pohyb nebeských těles během celého roku. V roce 117 nechal tento glóbus vejcovitého tvaru odlít v bronzu. Současně zdokonalil princip vodních hodin, které využíval k  jeho samočinnému otáčení. Zkonstruoval také takzvaný věčný kalendář. Svá astronomická pozorování, výpočty pohybu nebeských těles a teoretické závěry shrnul ve třech knihách, z nichž nejvýznamnější je dílo Ling sien. Čang  Cheng v něm vysvětluje původ slunečního a měsíčního svitu a příčiny zatmění měsíce. Ve svém hvězdném katalogu zdokumentoval asi 2500 hvězd, které rozdělil do skupin podle intenzity svitu. 

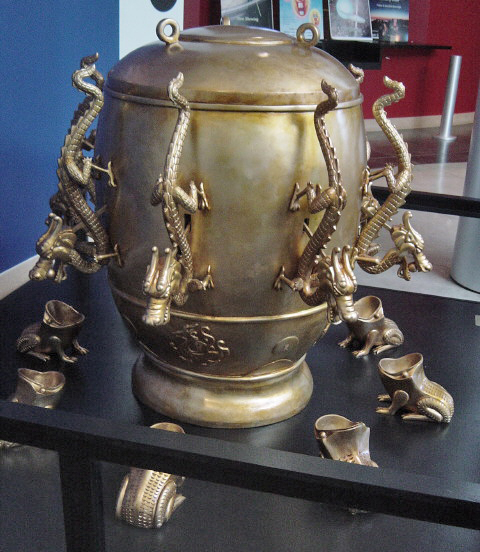
Replika seismoskopu vytvořeného Chang Chengem

Největším přínosem pro vědu jsou jeho výzkumy v oblasti seismologie, jejichž praktickým výsledkem bylo sestrojení přístroje zaznamenávajícího otřesy zemské kůry. Tvrdil, že dokáže detekovat přesný  směr vzdáleného zemětřesení. Jeho vynález byl zpočátku přijímán s nedůvěrou. V roce 132 však tyto pochyby vyvrátil, když prokázal, že jeho seismoskop zachytil zemětřesení, ke kterému došlo ve vzdálené provincii a správně určil jeho směr. 
Při bádání v oblasti matematiky dospěl k řadě originálních řešení, např. jeho metoda přispěla k přesnému stanovení Ludolfova čísla.
Čang Cheng byl představitelem básníka–úředníka typického pro  čínskou říši na počátku našeho letopočtu.  Během své práce u dvora měl  přístup k různým písemným materiálům uloženým v archivech, přečetl mnoho historických pojednání a měl  rozsáhlé znalosti klasických textů, čínské filozofie a historie, které se odrazily v jeho literární tvorbě. Kromě krátkých lyrických básní psal především rapsodie či eseje ve stylu fu. Jsou v nich popsány nejen jeho osobní prožitky, ale také poskytují mnoho informací o konkrétních místech, společenském životě, lidech a jejich zvycích.  Jeho poezie a prozaické dílo obsahovaly i nepřímou kritiku poměrů ve státě, byly výrazem morálního a politického postoje autora, zprávou pro dvůr, radou a apelem na konkrétní politická rozhodnutí. Se svou Reakcí na kritiku (Ying jian 應間) byl jedním z představitelů  literárního žánru shelun, neboli hypotetického diskurzu.
Čang Cheng měl na některé dějinné a kalendářní záležitosti nekompromisní názory a tak byl považován za kontroverzní osobnost, kvůli čemuž nedostal funkci oficiálního dvorního dějepisce. Pro politické spory s palácovými eunuchy se nakonec rozhodl  rezignovat na úřednickou službu. Odešel ze dvora  a stal se správcem v provincii Che-pej. Na krátkou dobu se vrátil domů do Nan-jangu, než byl v roce 138 znovu povolán do hlavního města. Zemřel zde o rok později, v roce 139. 
V roce 1970 po něm byl pojmenován kráter Čang Cheng na Měsíci a kolem roku 1978 po něm byl pojmenován asteroid 1802. 
Hrob Čang Chenga je od roku 1988 na seznamu památek Čínské lidové republiky. Nachází se na hřbitově ve  městě Nan-jang.